# Aos Vivos (álbum de Resgate)
Aos Vivos é o terceiro álbum ao vivo e registro áudio-visual da banda Resgate, gravado em dezembro de 2012 em São Paulo, no show de lançamento do trabalho Este Lado para Cima. O trabalho é composto por canções dos dois projetos inéditos anteriores, incluindo hits antigos do Resgate e outras canções, totalizando cerca de 22 músicas e materiais extras..

## Gravação
Em 2012, após a saída de Dudu Borges da banda e o lançamento de Este Lado para Cima, centralizado nas guitarras, o Resgate planejou promover um show baseado no novo álbum em São Paulo e sem a presença de um tecladista. Por outro lado, a banda acabou planejando filmar o show. O resultado da gravação agradou tanto a banda e a gravadora que a obra acabou sendo lançada. O repertório ainda incluiu um cover da música "Quebrantado", do Vineyard Music Brasil.

## Lançamento e recepção
| Críticas profissionais | Críticas profissionais |
| Avaliações da crítica  | Avaliações da crítica  |
| Fonte                  | Avaliação              |
| ---------------------- | ---------------------- |
| O Propagador           | [ 3 ]                  |

Aos Vivos foi lançado em julho de 2013 pela gravadora Sony Music Brasil e recebeu uma avaliação favorável do O Propagador, com cotação de 3 estrelas de 5. Segundo o portal, "claramente afetado por seu pouco planejamento, Aos Vivos soa justificável pela simplicidade que a banda vem adotando desde a saída de seu tecladista. Abordando também algumas canções de Ainda não é o Último com samples, o disco remonta o Resgate no ápice de sua elementaridade".

## Faixas
1. "Eu Estou Aqui"
2. "Depois de Tudo"
3. "O que não Precisa"
4. "Restauração"
5. "A Hora do Brasil"
6. "Infinitamente Mais"
7. "Vou me Lembrar"
8. "Em Todo Lugar"
9. "Jack Joe and Nancy in the Mall"
10. "Errando e Aprendendo"
11. "Palavras"
12. "Pra todos os Efeitos"
13. "Sete Dias"
14. "Medley (O Nome da Paz/Quebrantado)"
15. "Daniel"
16. "A Gente"
17. "Fora do Sistema"
18. "Eu só Preciso Acreditar"
19. "Eles Precisam Saber"
20. "Todo Som"
21. "5:50 AM"
22. "Rock da Vovó"

## Ficha técnica
Banda
- Zé Bruno - vocais, guitarras, violão, ukulele, mixagem
- Hamilton Gomes - guitarras, violão, vocal de apoio
- Marcelo Bassa - baixo, vocal de apoio
- Jorge Bruno - bateria, vocal de apoio